# طلسمية
الطلسمية (الاسم العلمي:Catananche) هي جنس من النباتات يتبع فصيلة النجمية من الرتبة النجميات. ويسمى هذا النبات أيضاً كتننش وقاطاننخي وباطاننخي	وقاطانغكي.

## أنواع الطلسمية
- طلسمية رملية (الاسم العلمي:Catananche arenaria)
- طلسمية سماوية (الاسم العلمي:Catananche caerulea)
- طلسمية أجمية (الاسم العلمي:Catananche caespitosa)
- طلسمية صفراء (الاسم العلمي:Catananche lutea)
- طلسمية جبلية (الاسم العلمي:Catananche montana)
- طلسمية ثنائية الألوان (الاسم العلمي:Catananche bicolor)
- طلسمية غصينية محرشفة (الاسم العلمي:Catananche carpholepis)
- طلسمية أبورينية (الاسم العلمي:Catananche oporinoides)